# Condado de Baxter
O Condado de Baxter é um dos 75 condados do estado americano do Arkansas. Sua sede de condado e maior cidade é Mountain Home. Sua população é de 38 386 habitantes.